# Terrapene carolina mexicana
Terrapene carolina mexicana és una tortuga de caixa endèmica de Mèxic, subespècie de Terrapene carolina, es distribueix des de l'estat de Tamaulipas fins a Veracruz.